# Temiscira
Temiscira, na mitologia grega, era uma cidade localizada no Ponto Euxino, na foz do rio Termodonte, onde ficava o palácio das amazonas.
Suas habitantes lutaram contra Héracles, durante o nono trabalho (obter o cinturão de Hipólita), e foram derrotadas. A maioria das amazonas foram mortas, outras fugiram, e as sobreviventes foram escravizadas, de modo que a raça das amazonas foi exterminada.
De acordo com Hégias de Trezena, Héracles capturou Temiscira no Termodonte pela traição da amazona Antíopa, que se apaixonou por Teseu, que estava com o exército de Héracles cercando a cidade, e abriu as portas da fortaleza.

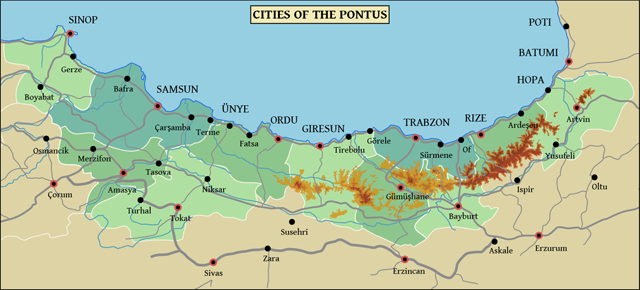
Mapa do Ponto, mostrando as cidades com o nome moderno. Segundo Diodoro Sículo, Temiscira se localizava onde, no mapa, está Ünye.

O nome era dado à atual cidade turca de Ünye, na região da Capadócia, antiga colônia grega (Temiscira do Ponto), situada junto à foz do rio Termodonte (atual Terme Çayi). É uma sede titular do catolicismo romano.